# Danh sách tiểu hành tinh: 12101–12200
| Tên                  | Tên đầu tiên | Ngày phát hiện       | Nơi phát hiện                      | Người phát hiện                                        |
| -------------------- | ------------ | -------------------- | ---------------------------------- | ------------------------------------------------------ |
| 12101 Trujillo       | 1998 JX2     | 1 tháng 5 năm 1998   | Anderson Mesa                      | LONEOS                                                 |
| 12102 -              | 1998 JB4     | 5 tháng 5 năm 1998   | Woomera                            | F. B. Zoltowski                                        |
| 12103 -              | 1998 KL      | 19 tháng 5 năm 1998  | Woomera                            | F. B. Zoltowski                                        |
| 12104 Chesley        | 1998 KO6     | 22 tháng 5 năm 1998  | Anderson Mesa                      | LONEOS                                                 |
| 12105 -              | 1998 KA10    | 25 tháng 5 năm 1998  | Xinglong                           | Chương trình tiểu hành tinh Bắc Kinh Schmidt CCD       |
| 12106 Menghuan       | 1998 KQ31    | 22 tháng 5 năm 1998  | Socorro                            | LINEAR                                                 |
| 12107 -              | 1998 KU46    | 22 tháng 5 năm 1998  | Socorro                            | LINEAR                                                 |
| 12108 -              | 1998 KJ48    | 22 tháng 5 năm 1998  | Socorro                            | LINEAR                                                 |
| 12109 -              | 1998 KD51    | 23 tháng 5 năm 1998  | Socorro                            | LINEAR                                                 |
| 12110 -              | 1998 KL56    | 22 tháng 5 năm 1998  | La Palma                           | M. R. Burleigh, N. P. Bannister                        |
| 12111 Ulm            | 1998 LU      | 1 tháng 6 năm 1998   | La Silla                           | E. W. Elst                                             |
| 12112 Sprague        | 1998 MK4     | 23 tháng 6 năm 1998  | Catalina                           | CSS                                                    |
| 12113 Hollows        | 1998 OH12    | 29 tháng 7 năm 1998  | Reedy Creek                        | J. Broughton                                           |
| 12114 -              | 1998 QJ8     | 17 tháng 8 năm 1998  | Socorro                            | LINEAR                                                 |
| 12115 Robertgrimm    | 1998 SD2     | 16 tháng 9 năm 1998  | Catalina                           | CSS                                                    |
| 12116 -              | 1999 JA34    | 10 tháng 5 năm 1999  | Socorro                            | LINEAR                                                 |
| 12117 Meagmessina    | 1999 JT60    | 10 tháng 5 năm 1999  | Socorro                            | LINEAR                                                 |
| 12118 Mirotsin       | 1999 NC9     | 13 tháng 7 năm 1999  | Socorro                            | LINEAR                                                 |
| 12119 Memamis        | 1999 NG9     | 13 tháng 7 năm 1999  | Socorro                            | LINEAR                                                 |
| 12120 -              | 1999 NQ41    | 14 tháng 7 năm 1999  | Socorro                            | LINEAR                                                 |
| 12121 -              | 1999 NX48    | 13 tháng 7 năm 1999  | Socorro                            | LINEAR                                                 |
| 12122 -              | 1999 NV55    | 12 tháng 7 năm 1999  | Socorro                            | LINEAR                                                 |
| 12123 Pazin          | 1999 OS      | 18 tháng 7 năm 1999  | Đài thiên văn Zvjezdarnica Višnjan | Đài thiên văn Zvjezdarnica Višnjan                     |
| 12124 Hvar           | 1999 RG3     | 6 tháng 9 năm 1999   | Višnjan Observatory                | Višnjan Observatory                                    |
| 12125 Jamesjones     | 1999 RS4     | 3 tháng 9 năm 1999   | Kitt Peak                          | Spacewatch                                             |
| 12126 -              | 1999 RM11    | 7 tháng 9 năm 1999   | Socorro                            | LINEAR                                                 |
| 12127 Mamiya         | 1999 RD37    | 9 tháng 9 năm 1999   | JCPM Sapporo                       | K. Watanabe                                            |
| 12128 Palermiti      | 1999 RP43    | 13 tháng 9 năm 1999  | Fountain Hills                     | C. W. Juels                                            |
| 12129 -              | 1999 RB138   | 9 tháng 9 năm 1999   | Socorro                            | LINEAR                                                 |
| 12130 Mousa          | 1999 RD146   | 9 tháng 9 năm 1999   | Socorro                            | LINEAR                                                 |
| 12131 Echternach     | 2085 P-L     | 24 tháng 9 năm 1960  | Palomar                            | C. J. van Houten, I. van Houten-Groeneveld, T. Gehrels |
| 12132 Wimfröger      | 2103 P-L     | 24 tháng 9 năm 1960  | Palomar                            | C. J. van Houten, I. van Houten-Groeneveld, T. Gehrels |
| 12133 Titulaer       | 2558 P-L     | 24 tháng 9 năm 1960  | Palomar                            | C. J. van Houten, I. van Houten-Groeneveld, T. Gehrels |
| 12134 Hansfriedeman  | 2574 P-L     | 24 tháng 9 năm 1960  | Palomar                            | C. J. van Houten, I. van Houten-Groeneveld, T. Gehrels |
| 12135 Terlingen      | 3021 P-L     | 24 tháng 9 năm 1960  | Palomar                            | C. J. van Houten, I. van Houten-Groeneveld, T. Gehrels |
| 12136 Martinryle     | 3045 P-L     | 24 tháng 9 năm 1960  | Palomar                            | C. J. van Houten, I. van Houten-Groeneveld, T. Gehrels |
| 12137 Williefowler   | 4004 P-L     | 24 tháng 9 năm 1960  | Palomar                            | C. J. van Houten, I. van Houten-Groeneveld, T. Gehrels |
| 12138 Olinwilson     | 4053 P-L     | 24 tháng 9 năm 1960  | Palomar                            | C. J. van Houten, I. van Houten-Groeneveld, T. Gehrels |
| 12139 Tomcowling     | 4055 P-L     | 24 tháng 9 năm 1960  | Palomar                            | C. J. van Houten, I. van Houten-Groeneveld, T. Gehrels |
| 12140 Johnbolton     | 4087 P-L     | 24 tháng 9 năm 1960  | Palomar                            | C. J. van Houten, I. van Houten-Groeneveld, T. Gehrels |
| 12141 Chushayashi    | 4112 P-L     | 24 tháng 9 năm 1960  | Palomar                            | C. J. van Houten, I. van Houten-Groeneveld, T. Gehrels |
| 12142 Franklow       | 4624 P-L     | 24 tháng 9 năm 1960  | Palomar                            | C. J. van Houten, I. van Houten-Groeneveld, T. Gehrels |
| 12143 Harwit         | 4631 P-L     | 24 tháng 9 năm 1960  | Palomar                            | C. J. van Houten, I. van Houten-Groeneveld, T. Gehrels |
| 12144 Einhart        | 4661 P-L     | 24 tháng 9 năm 1960  | Palomar                            | C. J. van Houten, I. van Houten-Groeneveld, T. Gehrels |
| 12145 Behaim         | 4730 P-L     | 24 tháng 9 năm 1960  | Palomar                            | C. J. van Houten, I. van Houten-Groeneveld, T. Gehrels |
| 12146 -              | 6035 P-L     | 24 tháng 9 năm 1960  | Palomar                            | C. J. van Houten, I. van Houten-Groeneveld, T. Gehrels |
| 12147 Bramante       | 6082 P-L     | 24 tháng 9 năm 1960  | Palomar                            | C. J. van Houten, I. van Houten-Groeneveld, T. Gehrels |
| 12148 Caravaggio     | 6636 P-L     | 24 tháng 9 năm 1960  | Palomar                            | C. J. van Houten, I. van Houten-Groeneveld, T. Gehrels |
| 12149 Begas          | 9099 P-L     | 17 tháng 10 năm 1960 | Palomar                            | C. J. van Houten, I. van Houten-Groeneveld, T. Gehrels |
| 12150 De Ruyter      | 1051 T-1     | 25 tháng 3 năm 1971  | Palomar                            | C. J. van Houten, I. van Houten-Groeneveld, T. Gehrels |
| 12151 Oranje-Nassau  | 1220 T-1     | 25 tháng 3 năm 1971  | Palomar                            | C. J. van Houten, I. van Houten-Groeneveld, T. Gehrels |
| 12152 Aratus         | 1287 T-1     | 25 tháng 3 năm 1971  | Palomar                            | C. J. van Houten, I. van Houten-Groeneveld, T. Gehrels |
| 12153 Conon          | 3219 T-1     | 26 tháng 3 năm 1971  | Palomar                            | C. J. van Houten, I. van Houten-Groeneveld, T. Gehrels |
| 12154 Callimachus    | 3329 T-1     | 26 tháng 3 năm 1971  | Palomar                            | C. J. van Houten, I. van Houten-Groeneveld, T. Gehrels |
| 12155 Hyginus        | 4193 T-1     | 26 tháng 3 năm 1971  | Palomar                            | C. J. van Houten, I. van Houten-Groeneveld, T. Gehrels |
| 12156 Ubels          | 1042 T-2     | 29 tháng 9 năm 1973  | Palomar                            | C. J. van Houten, I. van Houten-Groeneveld, T. Gehrels |
| 12157 Können         | 1070 T-2     | 29 tháng 9 năm 1973  | Palomar                            | C. J. van Houten, I. van Houten-Groeneveld, T. Gehrels |
| 12158 Tape           | 1101 T-2     | 29 tháng 9 năm 1973  | Palomar                            | C. J. van Houten, I. van Houten-Groeneveld, T. Gehrels |
| 12159 Bettybiegel    | 1142 T-2     | 29 tháng 9 năm 1973  | Palomar                            | C. J. van Houten, I. van Houten-Groeneveld, T. Gehrels |
| 12160 Karelwakker    | 1152 T-2     | 29 tháng 9 năm 1973  | Palomar                            | C. J. van Houten, I. van Houten-Groeneveld, T. Gehrels |
| 12161 Avienius       | 1158 T-2     | 29 tháng 9 năm 1973  | Palomar                            | C. J. van Houten, I. van Houten-Groeneveld, T. Gehrels |
| 12162 Bilderdijk     | 2145 T-2     | 29 tháng 9 năm 1973  | Palomar                            | C. J. van Houten, I. van Houten-Groeneveld, T. Gehrels |
| 12163 Manilius       | 3013 T-2     | 30 tháng 9 năm 1973  | Palomar                            | C. J. van Houten, I. van Houten-Groeneveld, T. Gehrels |
| 12164 Lowellgreen    | 3067 T-2     | 30 tháng 9 năm 1973  | Palomar                            | C. J. van Houten, I. van Houten-Groeneveld, T. Gehrels |
| 12165 Ringleb        | 3289 T-2     | 30 tháng 9 năm 1973  | Palomar                            | C. J. van Houten, I. van Houten-Groeneveld, T. Gehrels |
| 12166 Oliverherrmann | 3372 T-2     | 25 tháng 9 năm 1973  | Palomar                            | C. J. van Houten, I. van Houten-Groeneveld, T. Gehrels |
| 12167 Olivermüller   | 4306 T-2     | 29 tháng 9 năm 1973  | Palomar                            | C. J. van Houten, I. van Houten-Groeneveld, T. Gehrels |
| 12168 Polko          | 5141 T-2     | 25 tháng 9 năm 1973  | Palomar                            | C. J. van Houten, I. van Houten-Groeneveld, T. Gehrels |
| 12169 Munsterman     | 2031 T-3     | 16 tháng 10 năm 1977 | Palomar                            | C. J. van Houten, I. van Houten-Groeneveld, T. Gehrels |
| 12170 Vanvollenhoven | 2372 T-3     | 16 tháng 10 năm 1977 | Palomar                            | C. J. van Houten, I. van Houten-Groeneveld, T. Gehrels |
| 12171 Johannink      | 2382 T-3     | 16 tháng 10 năm 1977 | Palomar                            | C. J. van Houten, I. van Houten-Groeneveld, T. Gehrels |
| 12172 Niekdekort     | 2390 T-3     | 16 tháng 10 năm 1977 | Palomar                            | C. J. van Houten, I. van Houten-Groeneveld, T. Gehrels |
| 12173 Lansbergen     | 3135 T-3     | 16 tháng 10 năm 1977 | Palomar                            | C. J. van Houten, I. van Houten-Groeneveld, T. Gehrels |
| 12174 van het Reve   | 3164 T-3     | 16 tháng 10 năm 1977 | Palomar                            | C. J. van Houten, I. van Houten-Groeneveld, T. Gehrels |
| 12175 Wimhermans     | 3197 T-3     | 16 tháng 10 năm 1977 | Palomar                            | C. J. van Houten, I. van Houten-Groeneveld, T. Gehrels |
| 12176 Hidayat        | 3468 T-3     | 16 tháng 10 năm 1977 | Palomar                            | C. J. van Houten, I. van Houten-Groeneveld, T. Gehrels |
| 12177 Raharto        | 4074 T-3     | 16 tháng 10 năm 1977 | Palomar                            | C. J. van Houten, I. van Houten-Groeneveld, T. Gehrels |
| 12178 Dhani          | 4304 T-3     | 16 tháng 10 năm 1977 | Palomar                            | C. J. van Houten, I. van Houten-Groeneveld, T. Gehrels |
| 12179 Taufiq         | 5030 T-3     | 16 tháng 10 năm 1977 | Palomar                            | C. J. van Houten, I. van Houten-Groeneveld, T. Gehrels |
| 12180 -              | 5167 T-3     | 16 tháng 10 năm 1977 | Palomar                            | C. J. van Houten, I. van Houten-Groeneveld, T. Gehrels |
| 12181 -              | 1964 VL1     | 9 tháng 11 năm 1964  | Nanking                            | Purple Mountain Observatory                            |
| 12182 Storm          | 1973 UQ5     | 27 tháng 10 năm 1973 | Đài quan sát Tautenburg            | F. Börngen                                             |
| 12183 -              | 1975 SU1     | 30 tháng 9 năm 1975  | Palomar                            | S. J. Bus                                              |
| 12184 -              | 1975 SB2     | 30 tháng 9 năm 1975  | Palomar                            | S. J. Bus                                              |
| 12185 Gasprinskij    | 1976 SL5     | 24 tháng 9 năm 1976  | Nauchnij                           | N. S. Chernykh                                         |
| 12186 Mitukurigen    | 1977 ER5     | 12 tháng 3 năm 1977  | Kiso                               | H. Kosai, K. Hurukawa                                  |
| 12187 Lenagoryunova  | 1977 RL7     | 11 tháng 9 năm 1977  | Nauchnij                           | N. S. Chernykh                                         |
| 12188 -              | 1978 PE      | 9 tháng 8 năm 1978   | La Silla                           | R. M. West                                             |
| 12189 Dovgyj         | 1978 RQ1     | 5 tháng 9 năm 1978   | Nauchnij                           | N. S. Chernykh                                         |
| 12190 Sarkisov       | 1978 SE5     | 27 tháng 9 năm 1978  | Nauchnij                           | L. I. Chernykh                                         |
| 12191 Vorontsova     | 1978 TT8     | 9 tháng 10 năm 1978  | Nauchnij                           | L. V. Zhuravleva                                       |
| 12192 -              | 1978 VD5     | 7 tháng 11 năm 1978  | Palomar                            | E. F. Helin, S. J. Bus                                 |
| 12193 -              | 1979 EL      | 4 tháng 3 năm 1979   | Anderson Mesa                      | N. G. Thomas                                           |
| 12194 -              | 1979 KO1     | 24 tháng 5 năm 1979  | Bickley                            | Perth Observatory                                      |
| 12195 -              | 1979 MM4     | 25 tháng 6 năm 1979  | Siding Spring                      | E. F. Helin, S. J. Bus                                 |
| 12196 -              | 1979 MM8     | 25 tháng 6 năm 1979  | Siding Spring                      | E. F. Helin, S. J. Bus                                 |
| 12197 Jan-Otto       | 1980 FR2     | 16 tháng 3 năm 1980  | La Silla                           | C.-I. Lagerkvist                                       |
| 12198 -              | 1980 PJ1     | 6 tháng 8 năm 1980   | La Silla                           | R. M. West                                             |
| 12199 Sohlman        | 1980 TK6     | 8 tháng 10 năm 1980  | Nauchnij                           | L. V. Zhuravleva                                       |
| 12200 -              | 1981 EM7     | 1 tháng 3 năm 1981   | Siding Spring                      | S. J. Bus                                              |